# 加拿大（公民与移民部长）诉瓦维洛夫案
加拿大（公民与移民部长）诉瓦维洛夫案（英語：Canada (Minister of Citizenship and Immigration) v Vavilov）是加拿大最高法院的一项里程碑式判决，该案确定了加拿大行政法上的司法复核标准。 瓦维洛夫案确立了一项推定：“合理性标准”在所有案件中均为适格标准。该案件中被复核的对象是加拿大公民权登记处取消瓦维洛夫公民权证书的决定。登记处以瓦维洛夫的父母是俄罗斯的秘密特工为由，基于《公民法》第3(2)条做出该项决定。加拿大最高法院维持了加拿大联邦上诉法院的判决——以登记处的决定不合理为由将其推翻。:3

## 案件情况
瓦维洛夫出生在多伦多，其父母后来被证实是俄罗斯非法人士计划下的秘密特工。本案涉及对《公民法》条文的解释。争点在于，《公民法》中“外国政府在加拿大的外交或领事官员或其他代表或雇员的子女不能因出生在加拿大而取得加拿大国籍”的规定是否适用于瓦维洛夫。 加拿大公民权登记处认为该法确实禁止瓦维洛夫取得加拿大公民身份。联邦法院支持登记处的决定。嗣后瓦维洛夫向联邦上诉法院提出上诉，并且上诉得直。 公民与移民部长向加拿大最高法院提出了终极上诉，但上诉被驳回，最终的判决支持瓦维洛夫。

## 法律背景
在加拿大法律下，法院在评估行政决策者的决定是否合法之前，要先决定所适用的审查标准。审查标准的实质，是法院对判决的审查强度。 从1980年代到2000年代初期，加拿大法院有三种审查标准可供选择。第一：明显不合理（patent unreasonableness），只有在决定有“赤裸裸的(patent)”缺陷的情况下，法院才会推翻决定；第二：朴素合理性，法院将确定行政决策者给出的理由是否在实质上支持其决定；第三：正确性，法院将用自己的判断代替决策者的判断 。“明显不合理”这一标准在2008年的邓斯缪尔诉新不伦瑞克案中被废除，该案确立了两个审查标准:“合理性标准”和“正确性标准”，前者秉持尊重行政裁量者的态度，后者则不然。在邓斯缪尔一案下，法院将通过一系列步骤确定到底适用哪个标准。这些步骤包括考察既往判例中的适用标准，也包括检查被复核的决定能否归入应当适用“正确性标准”的一系列分类中。

## 最高法院判决
最高法院在一篇共343段的判决书中支持瓦维洛夫，推翻了登记处的决定。法庭判定登记处的决定在上述的标准下是不合理的。因此，瓦维洛夫得以重新获得加拿大公民身份。法院在支持瓦维洛夫的过程中，建立了一个新的框架来确定加拿大行政法中的审查标准。
首先，法院裁定合理性是默认的审查标准，但在两种例外情况下将适用正确性标准。第一个例外是立法机关明确表明应当适用正确性标准。如果相关法条明确定义了审查标准，或者法条允许当事人对行政决策者的决定向法院提出上诉(appeal)而不是司法复核(judicial review)，此时可归于这类情况。第二个例外是“法治”需要正确性标准。法定认定当出现宪法性质的问题、当行政决定牵涉到对整个法律系统具有核心重要性的问题，或者行政决定的管辖权属于两个以上的行政决策者时，可归于这类情况。